# Hadjera Zerga
Hadjera Zerga est une commune de la wilaya de Bouira en Algérie.